# Oxyopes gyirongensis
Oxyopes gyirongensis là một loài nhện trong họ Oxyopidae.
Loài này thuộc chi Oxyopes. Oxyopes gyirongensis được miêu tả năm 1987 bởi Hu & S. Q. Li.